# Christopher Doyle
Christopher Doyle, también conocido como Dù Kěfēng (Mandarín) o Dou Ho-Fung (Cantonés) (nacido el 2 de mayo de 1952) es un director de fotografía australiano-hongkonés . Ha trabajado en más de cincuenta películas en lengua china, siendo más conocido por sus colaboraciones con Wong Kar-Wai en Chungking Express, Happy Together, Deseando amar y 2046. Doyle es también conocido por otras películas como Luna tentadora, Hero, Dumplings, y Psycho. Ha ganado premios en el Festival de Cannes y en el Festival Internacional de Cine de Venecia, así como un Premio AFI por dirección de fotografía, cuatro veces los Premios Caballo de Oro, y seis veces el Hong Kong Film Award. 

## Biografía
Doyle nació en Sídney, Australia en 1952. Con dieciocho años, dejó atrás su país nativo a bordo de un barco mercader noruego. Mientras vivía en otros países, aceptó varios trabajos ocasionales, como perforador de petróleo en India, pastor de vacas en Israel, o doctor de medicina china en Tailandia. A finales de los setenta, Doyle se interesó por la cultura china y recibió el nombre chino Dù Kěfēng, el cual se traduce por "como el viento". Después de su tiempo como estudiante de idiomas en Taiwán, comenzó a trabajar profesionalmente como fotógrafo. Un par de  años más tarde,  se convirtió en director de fotografía, trabajando con el director Edward Yang en 1983 en la película Aquel día, en la playa.
Doyle ha trabajado en más de cincuenta películas chinas. Es conocido por sus colaboraciones con Wong Kar-Wai en Chungking Express, Happy Together, Deseando amar y 2046. Ha colaborado con otros cineastas chinos en proyectos como Luna tentadora, Hero y Dumplings. También ha hecho más de veinte películas en otras lenguas, trabajando como director de fotografía en el remake de Gus Van Sant de Psycho, Liberty Heights, Vidas truncadas, Generación robada, Paranoid Park, y Los Límites de Control, entre otras.
También escribió, tomó, y dirigió Oscuridad de Varsovia, Away with words protagonizada por Asano Tadanobu, y Hong Kong Trilogy, un retrato experimental de tres generaciones de Hong Kong. Recientemente codirigió The White Girl con Jenny Suen.
El 26 de mayo de 2017 Doyle fue honorado en el  70.º Festival de Cannes con el “Pierre Angénieux ExcelLens en dirección de fotografía", en honor a su exitosa e influyente carrera.

## Premios y distinciones
Festival Internacional de Cine de Venecia
| Año  | Categoría                           | Película      | Resultado |
| ---- | ----------------------------------- | ------------- | --------- |
| 1994 | Premio Osella a la mejor fotografía | Ashes of Time | Ganador   |